# Ivanka Hristova
Ivanka Marinova Hristova (búlgaro:Иванка Маринова Христова) Sofia, 19 de novembro de 1941) é uma ex-atleta búlgara campeã olímpica do lançamento de peso.
Hristova conquistou primeiramente a medalha de bronze nos Jogos de Munique, em 1972. Quatro anos depois, nos Jogos de Montreal, conquistou o ouro e tornou-se campeã olímpica da prova. Ela quebrou o recorde mundial do lançamento de peso por duas vezes poucos dias antes de Montreal (21,87 m/21,89 m), na cidade de Belmeken, em seu país natal, mas estes recordes duraram apenas poucos dias, batidos pela tcheca Helena Fibingerová (21,99m), em 16 de julho, em Opava.